# Arthur River (Stadt, Tasmanien)
Arthur River ist ein kleiner Ort am Ufer der Flussmündung Arthur River in Tasmanien, auf der größten Insel Australiens. Der Ort ist etwa 61 Kilometer von Smithton und etwa 15 Kilometer von Marrawah entfernt.
Der Ort wurde nach George Arthur, einem Leutnant der Niederländischen Ostindien-Kompanie, benannt. Im Ort wohnen etwa 370 Personen, die in der Fischerei, Forstwirtschaft und vor allem im Tourismusgewerbe arbeiten.
Der Ort Arthur River grenzt an eine relativ unberührte Wildnis. Es gibt dort Ferienhäuser zum Mieten, drei Campingplätze und zwei kleine Geschäfte.
Angeln und Fischen auf Lachse und Forellen ist an diesem Fluss ein beliebter Freizeitsport, ebenso das Wandern in der Wildnis. Es gibt Angebote organisierter Schifffahrten auf dem Fluss, ferner ist ein Kanu- und Bootsverleih möglich.